# Râle marron
Rallicula rubra
Espèce
Statut de conservation UICN

 LC  : Préoccupation mineure
Le Râle marron, Râle rouge ou Rêle roux (Rallicula rubra, anciennement  Rallina rubra) est une espèce d'oiseaux de la famille des Rallidae.

## Répartition
Cet oiseau vit à travers les zones montagneuses de Nouvelle-Guinée.